# UTNジョッキー ミュージック・イン・ナラ
『UTNジョッキー ミュージック・イン・ナラ』は、奈良テレビ放送が1973年4月に開局した当時、月～土18時台に生放送していた音楽番組である。奈良テレビ開局後初のスタジオ制作番組であり、1974年3月まで放送された。
開局したての奈良テレビ放送は、月・水曜日の日中の一部（10-11時台と14時台）に学校放送番組がある以外、通常は夕方18時から23時（日曜は16時半から22時）の放送しか行われていなかった（学校放送のない曜日の日中はテストパターン画像と試験信号のみ放送）ため、教育番組・ローカルニュースを除けば数少ない自社制作番組だった。
奈良テレビ開局当時からアナウンサーとして携わっていた岡山正博によれば、テレビ番組であるが、多くのスタッフがテレビ番組作りに不慣れな素人衆であったため、ディレクターやカメラマンが番組の制作作業に慣れさせるための番組と位置付けて制作したとされている。そのため、岡山らアナウンサーのトークの合間にかける音楽が放送されている当時は、その音楽のレコードのジャケットをただ映しているだけというものだったという。

## 関連番組
- キャッチ!55